# Gary Hug
Gary Hug, ameriški ljubiteljski astronom, * 29. oktober 1950.

## Delo
Hug je odkril 283 asteroidov in soodkril komet P/1999 X 1 (Hug-Bell).